# DisneyQuest
DisneyQuest é um "parque temático coberto interativo" localizado em Downtown Disney no Walt Disney World Resort, na Flórida, Estados Unidos. Ele se localiza em um edifício de cinco andares sem janelas. Os visitantes entram em um saguão no primeiro andar e são transportados através de um elevador "mágico" para o terceiro andar no início de sua visita. Os visitantes entram em uma grande área de fliperamas com mais oito atrações.

## História
O projeto DisneyQuest foi projetado como uma forma da marca Disney alcançar populações que não teriam a chance de viajar para seus vários parques temáticos. Ele teria como alvo as grandes cidades e áreas urbanas. Na continuidade do projeto, a Disney tinha planos de construir locais em muitas grandes cidades nos Estados Unidos, como Filadélfia.
O segundo Disneyquest foi construído e aberto em Chicago, mas foi permanentemente fechado em 4 de setembro de 2001, devido ao baixo público bem como outros problemas mais amplos. Após o fracasso do DisneyQuest Chicago, o projeto DisneyQuest foi oficialmente encerrado. A construção que havia começado do DisneyQuest em Filadélfia, no antigo local da loja de departamentos Gimbels, foi descartada, e um DisneyQuest no Disneyland Resort na Califórnia nunca passou a fase do planejamento. A Disney anunciou outro local a ser construído no centro de Toronto (no Dundas Square dentro de um novo centro de compras de alta tecnologia Metropolis), mas o projeto também foi cancelado.
Após o fechamento do local de Chicago, a Disney Regional Entertainment focou o restante das operações para o Walt Disney World.

## Mascote
O Gênio de Aladdin é um mascote não-oficial do DisneyQuest. Ao entrar no nível térreo e pegar um elevador (aqui chamado de "cybrolator," contendo uma anima curta e bem-humorada do Gênio dando boas-vindas) até o centro do terceiro andar (o "Ventureport"), onde a visita começa.Este truque do cybrolator foi retirado devido a questões de segurança. Ele também é ouvido nos anúncios de fechamento no final do dia. Quando um jogo ou atração não está funcionando, uma placa escrita "O Gênio encontrou um problema técnico... " é mostrada.

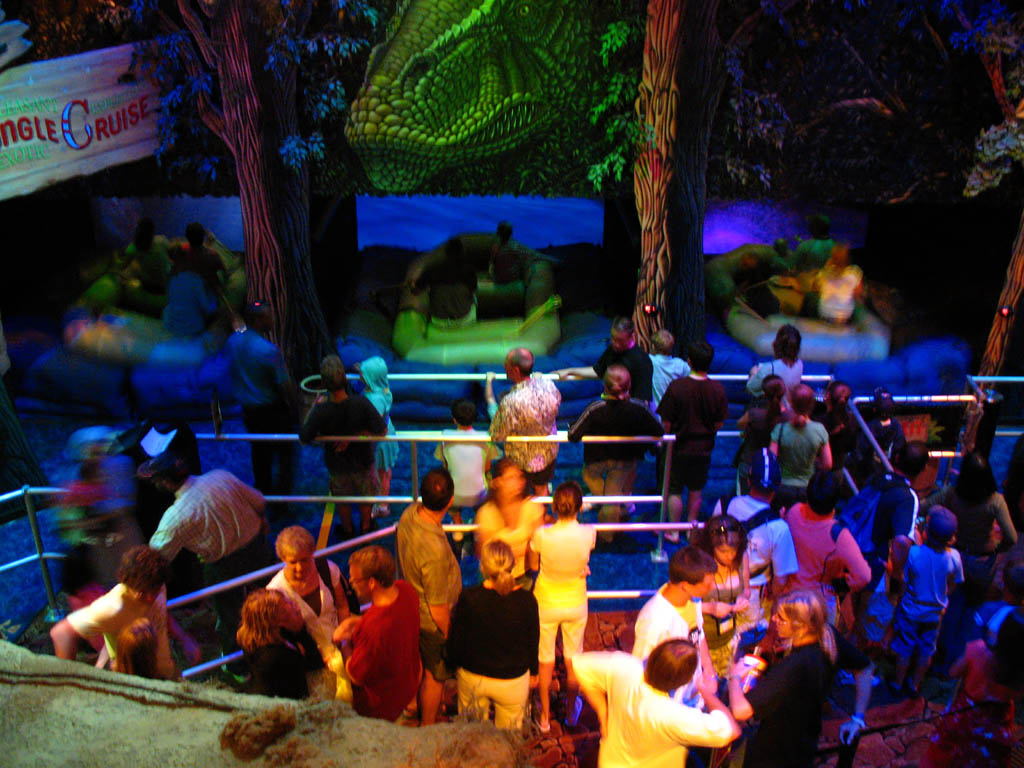
Virtual Jungle Cruise

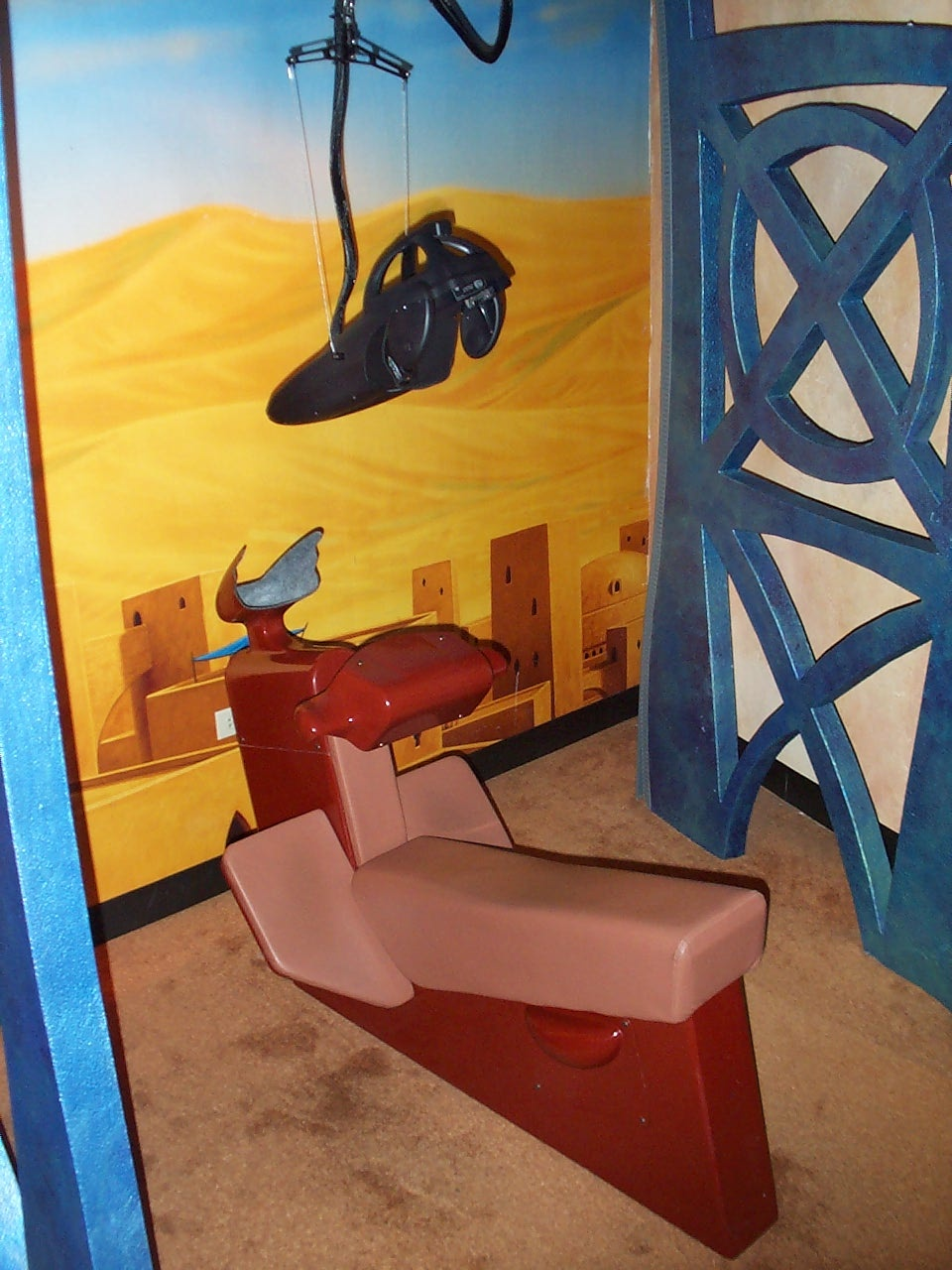
Aladdin's Magic Carpet Ride

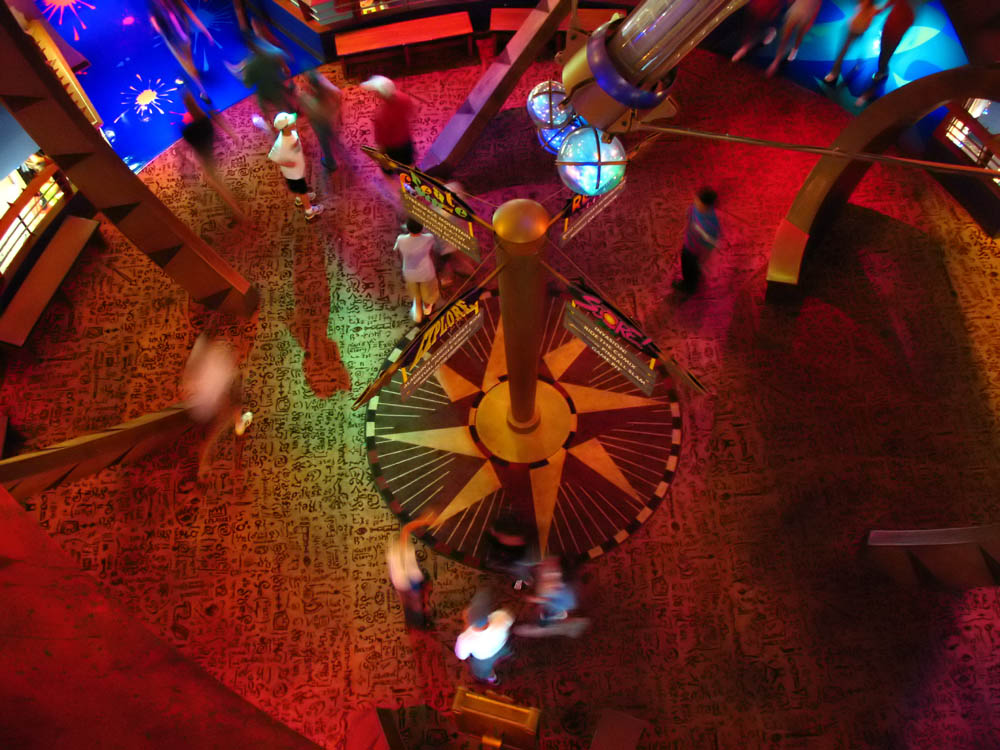
O terceiro andar

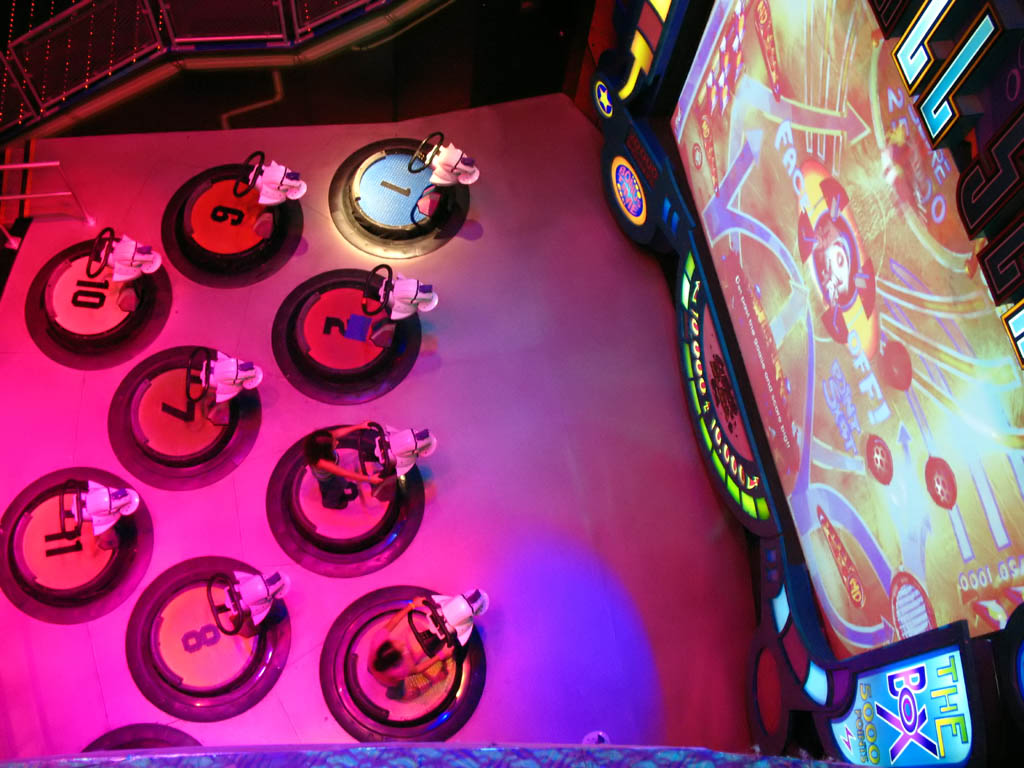
Mighty Ducks Pinball Slam

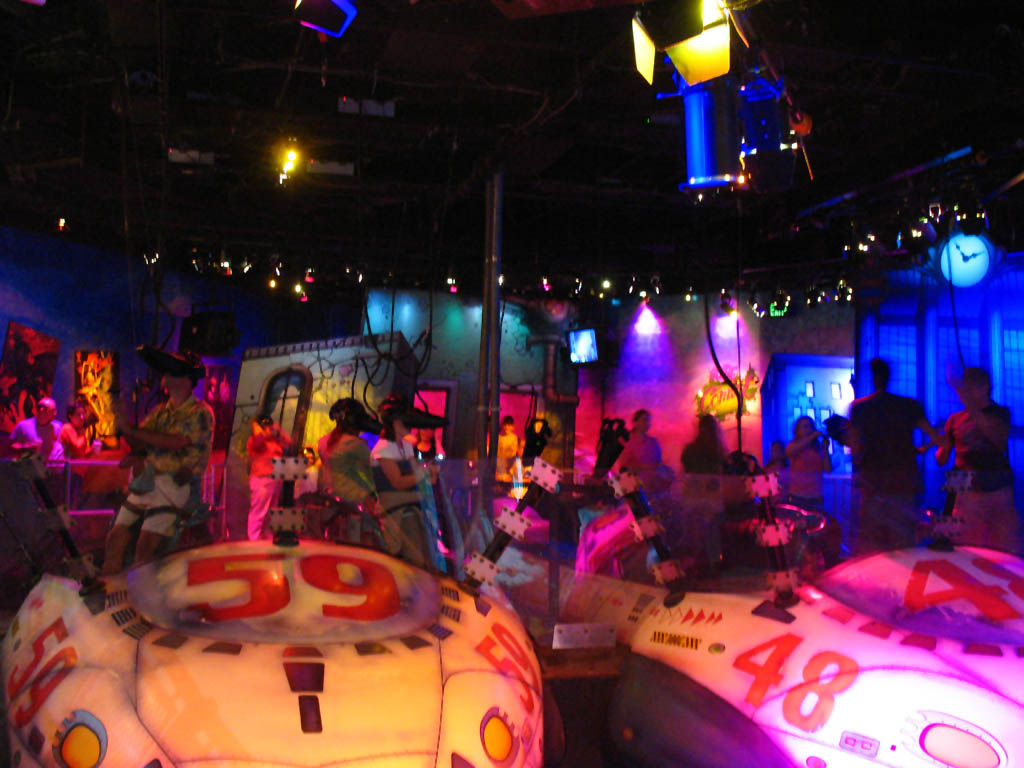
Ride the Comix

## Atrações

### Primeiro andar
- Pirates of the Caribbean: Battle for Buccaneer Gold: Controla-se um navio pirata para destruir outros navios, monstros marinhos e fortalezas para coletar ouro. Um jogador é o capitão do navio controlando o timão, enquanto até quatro atiradores controlam os canhões para destruir os outros navios.
- Virtual Jungle Cruise: Rema-se um bote inflável (com remos reais) enquanto viaja-se em um rio pré-histórico, evitando dinossauros e ocasionalmente recebendo jatos de água. Ele é baseado no Jungle Cruise.

### Segundo andar
- CyberSpace Mountain: Os visitantes projetam uma montanha-russa em um quiosque de design, então eles sentam-se em um simulador e viajam nele. Os visitantes também podem passear em montanhas-russas pré-construídas. Ele é apresentado por Bill Nye, o Science Guy, que refere-se a si próprio como "Bill Nye the Coaster Guy". Ele é baseado na atração Space Mountain.
- Aladdin's Magic Carpet Ride: O jogador veste uma Head-mounted display enquanto monta em um tapete mágico por Agrabah, coletando pedras preciosas para encontrar O Gênio, que se escondeu na Cave of Wonders.
- Animation Academy: Sessões regulares durante o dia ensinam como desenhar personagens com canetas magnéticas em telas de computador. Os visitantes podem adquirir uma impressão depois.
- Sid's Create-a-Toy: Um programa que é apresentado pelo personagem maligno Sid de Toy Story que permite projetar um brinquedo de partes de outros brinquedos, e depois comprá-lo.
- Living Easels: Um programa interativo touch screen onde os visitantes podem colocar várias imagens em alguns panos de fundo selecionáveis. Uma impressão colorida de um projeto do visitante pode ser comprado.
- Radio Disney Song Maker: Pode-se criar sua própria música e depois comprá-la.

### Terceiro andar
- Mighty Ducks Pinball Slam: Os jogadores "tornam-se" um pinball em um jogo gigante projetado de pinball.  Ao balançar seu "pato" para frente e para trás, até doze jogadores ao mesmo tempo controlam seu pinball correspondente na tela, tentando coletar o máximo de pontos.
- Buzz Lightyear's AstroBlaster: Os jogadores embarcam em carrinhos de choque e tentam navegar sobre bolas de espuma ("asteroides") no chão. Ao fazer isto, os asteroides são sugados para dentro da cabine onde os jogadores podem então carregá-las em um canhão e atirar em outros carros. Se atingir um alvo correto, o carro pode girar sem controle por dez segundos. Geralmente há dois jogadores por carro, no entanto, é possível uma pessoa pilotar e atirar ao mesmo tempo.
- Fix-It Felix Jr: Sete cabines de Fix-It Felix Jr. (de Wreck-It Ralph) podem ser encontradas neste andar. Essas cabines foram colocadas em cinemas para promover Wreck-It Ralph. Mais duas cabines dessas podem ser encontradas em outros andares.

### Quarto andar
- Ride the Comix 4: Os jogadores vestem um HMD para "entrar no mundo dos quadrinhos". Os jogadores batalham com super vilões usando uma espada laser. Até seis jogadores podem estar em um time ao mesmo tempo. No início de 2011, Ride the Comix 4 foi "tomado pelos vilões" e estava em funcionamento somente em dias nos quais o edifício estava quase lotado. No entanto, os visitantes ainda podem jogar Ride the Comix no quinto andar.

Em 7 de setembro de 2014, Ride the Comix foi fechado para permitir assentos adicionais para o restaurante de serviço rápido FoodQuest.

### Quinto andar
- Ride the Comix 5: Os jogadores vestem um HMD para "entrar no mundo dos quadrinhos". Os jogadores batalham com super vilões usando uma espada laser. Até seis jogadores podem estar em um time ao mesmo tempo (esta atração é idêntica no quarto e no quinto andar).
- Invasion! An ExtraTERRORestrial Alien Encounter: Quatro jogadores montam um veículo de resgate para salvar astronautas: um jogador dirige, os outros três atiram em alienígenas inimigos. Baseado na antiga atração do Magic Kingdom ExtraTERRORestrial Alien Encounter.

### Atrações removidas
- O escorregador "Cave of Wonders Slide", de 46 metros de comprimento, levava os visitantes do terceiro andar para o primeiro. Ele foi fechado no primeiro ano de operação do DisneyQuest.
- Em "Treasure of the Incas", os jogadores podiam dirigir pequenos carrinhos de controle remoto por um labirinto em busca de tesouros. Junto a uma parede existiam estações com um volante e uma tela de vídeo com a qual se dirigia. O piso da sala era de plástico transparente através do qual os amigos podiam ver onde os carrinhos estavam indo de modo que eles podiam gritar as direções para o motorista. Esta atração passou a sofrer interferência de tecnologias que surgiram como os telefones de celular, e foi finalmente fechada após um dos veículos pegar fogo. O piso transparente e os labirintos ainda podiam ser vistos próximo à área do Virtual Jungle Cruise, adjacente aos jogos de caça de safári, até 2007, quando o piso foi recuperado e novos jogos mudaram-se para a área. Esta área agora está inteiramente tematizada com florestas e abriga várias máquinas de Let's Go Jungle!: Lost on the Island of Spice.
- No "Magic Mirrors", que se localizava no segundo andar da Create Zone, os visitantes podiam tirar uma foto deles próprios e editar seus rostos para parecer como desenho animado. A atração foi fechada em 2005 e foi convertida em assentos.
- "Hercules In The Underworld" era um jogo de time no qual 6 jogadores podiam controlar seus próprios personagens de Disney's Hercules com um joystick. O objeto do jogo era coletar trovões e derrotar Hades. Esta atração foi substituída por "Pirates of the Caribbean: Battle for Buccaneer Gold".

## Outros jogos
- Jogos clássicos de fliperama como 'Pac-Man, Ms. Pac-Man, Asteroids, TRON, BurgerTime, Zaxxon, Pengo, Kangaroo, Berzerk, Donkey Kong (em todas as suas versões), Joust, Robotron 2084, Star Wars: The Empire Strikes Back, Marble Madness, Moon Patrol, Spy Hunter, Asteroids Deluxe, Centipede, Millipede, Q*Bert, Missile Command, Frogger, Arkanoid, Mario Bros., Dig Dug, Mr. Do!, Gorf, Galaga e outros.
- Jogos de fliperama da década de 1990 e 2000 como Daytona USA (que foi recentemente substituído pelo NASCAR Racing da EA Sports/Global VR), um San Francisco Rush 2049 para quatro jogadores, um Sega OutRun 2 para quatro jogadores, duas máquinas de dança Pump It Up (Fiesta and NX2), Dance Dance Revolution SuperNOVA 2, alguns jogos Guitar Hero Arcade, vários jogos de luta como Tekken 5, Marvel vs. Capcom 2 e a edição arcade de Soulcalibur. Havia muitos outros jogos como dumas máquinas de Crazy Taxi, 6 máquinas Sega Sea Hawk, uma máquina Sega Star Wars Trilogy Arcade, duas cabines de dois jogadores de Mario Kart Arcade GP, alguns jogos árcades de esporte incluindo Sega Air Trix, Virtua Tennis, Sega World Series Baseball, Bowl-O-Rama, Sega Marine Fishing, F&F Super Bikes, uma versão extremamente rara de Sega Flash Beat, dois Fruit Ninjas, um Pac-Man Battle Royale e muitos outros.
- Skeeball, "shoot-the-hoops", air hockey, e outros jogos de habilidade.
- Os jogos com custo a parte do DisneyQuest são o Wangan Midnight Maximum Tune 3 DX+ de quatro jogadores, uma cabine de Motor Raid e uma cabine de Dance Dance Revolution Solo 4th Mix.

## Refeições
O DisneyQuest conta com dois restaurantes de serviço rápido, ambas estando incluídas nos planos de refeições que possuem refeições de serviço rápido. No quarto andar, o Wonderland Café conta com sobremesas, bebidas e comidas. No quinto andar, a comida é servida no Food Quest, que oferece hamburgers, frango, wraps, sanduíches, pizza e saladas.
No outono de 2008, álcool era servido no quarto andar da área do Wonderland Café. Isto incluía uma pequena seleção de vinhos e cervejas.
Os restaurantes Cheesecake Factory foram fechados no fim de maio de 2008 após o contrato com a Cheesecake Factory ter expirado. Os restaurantes foram reabertos em junho de 2008 como Food Quest, com a Disney sendo proprietária e operando serviços rápidos, que estão ainda lá em 2014.

## Preço
Exceto por máquinas com prêmio (máquina de pegar prêmios) e de fotos, todos os jogos e atrações dentro do DisneyQuest estão incluídas no ingresso pago, geralmente de US$ 26 – 36. Dependendo do nível de público diário, ingressos para o final da noite às vezes são vendidos pela metade do preço duas horas antes do fechamento em cada noite.
Quando o DisneyQuest foi aperto pela primeira vez, ele possuía um ingresso mais barato mas cada atração e jogo exigia do jogador passar um cartão para pagar "créditos", sendo que o cartão poderia ser "recarregado" ao colocá-lo com dinheiro em uma estação de recarga, semelhante ao Dave & Buster's. Em poucos anos, este sistema foi mudado para uma única taxa de ingresso para entrada, e os cartões e leitores não foram mais usados. Os leitores de cartão continuaram a ser usados por alguns anos como meios de inserir créditos (os leitores de cartão foram definidos para o modo grátis, e pressionando o botão verde de "OK" inseria-se um crédito), mas como novos jogos surgiram e os antigos foram retirados, os leitores de cartão começaram a sumir visto que as máquinas foram simplesmente definidas para jogo grátis, embora algumas poucas ainda possam ser encontradas, elas são escassas atualmente e foram desativadas.
Uma seção do quarto andar, chamada "Midway on the Moon," foi destinada aos jogos de redenção. Esses jogos não eram incluídos no custo de entrada do DisneyQuest e ainda usava os cartões de crédito após o resto do prédio ter mudado para o jogo grátis. Os jogadores poderiam trocar tickets ganhados nesses jogos de habilidade por vários prêmios. No entanto, no final de 2005, os jogos foram convertidos para jogo grátis.
Certas atrações possuem lembranças disponíveis para compras no Guest Gallery do segundo andar. O Cyberspace Mountain possui um vídeo disponível da montanha-russa criada, com imagens dos visitantes andando na atração.